# Adessiv
Adessiv er en grammatisk kasus, der angiver en position, lokation, i nærheden af et objekt. Ordet er afledt af latin adesse = være til stede. Adessiv er en sekundær lokalkasus (lokativ) i finsk-ugriske sprog, men kan også anvendes til at udtrykke agens for en handling. 
Et eksempel fra finsk: bord hedder pöytä, hvoraf adessiv pöydällä betyder: på bordet.